# 조은지 (아나운서)
조은지(1992년 1월 18일 ~ )는 대한민국의 KBS N 스포츠 아나운서이다
남편은 이철웅이다.

## 경력
| 연도  | 사항                  |
| ----- | --------------------- |
| 2016~ | KBS N 스포츠 아나운서 |

## 진행
- 《스페셜 V》 (2016 ~)
- 《아이 러브 베이스볼 시즌 11》(2019.7.5 ~ 2020.5.5)
- 《아이 러브 베이스볼 시즌 12》(2020.5.5 ~ )